# Hyperemesis gravidarum
Als Hyperemesis gravidarum (unstillbares Erbrechen der Schwangeren; auch unstillbares Schwangerschaftserbrechen) wird ein übermäßiges und anhaltendes, oft über den ganzen Tag wie auch nächtliches Erbrechen auch bei leerem Magen bezeichnet, das vor allem im ersten Schwangerschaftsdrittel (Trimenon) auftritt, etwa nach der 14. Schwangerschaftswoche abklingt und selten über die 20. Woche hinaus anhält. Vereinzelt leiden Frauen auch bis zur Geburt des Kindes unter starker Übelkeit und Erbrechen. Etwa 0,5 bis 1 Prozent der Schwangeren zeigen eine bedrohliche Hyperemesis gravidarum, die im Gegensatz zum häufig vorkommenden Schwangerschaftserbrechen (Emesis gravidarum) schwerwiegende Folgen mit erhöhter Gefährdung von Mutter und Kind nach sich ziehen kann. Wird Hyperemesis gravidarum unsachgemäß oder gar nicht behandelt, kann es dazu führen, dass der Leidensdruck der Schwangeren zu einer gewünschten Termination der Schwangerschaft führt, einzig aufgrund der unerträglichen Übelkeit und des permanenten Erbrechens. Die Patientin in ihrem Zustand ernstzunehmen und rasches therapeutisches Eingreifen sind von höchster Priorität.

## Ursachen
Die genaue Entstehung der erstmals von Soranos im 2. Jahrhundert erwähnten Hyperemesis gravidarum als Symptom einer Frühgestose ist noch unklar. Sicher spielen hormonelle Faktoren eine Rolle, da es zum Beispiel bei Mehrlingsschwangerschaften oder einer Blasenmole mit ihrem erhöhten hCG-Spiegel häufiger zu einer Hyperemesis kommt. Das hCG stimuliert den TSH-Rezeptor und führt dazu zu einer Pseudohyperthyreose der Schwangeren. Hierbei kann häufig Hyperemesis auftreten.
Es ist jedoch noch unklar, ob die hohen Hormonkonzentrationen an sich die Hyperemesis auslösen, oder ob manche Menschen einfach empfindlicher auf den normalen Hormonanstieg reagieren.
Folgende Hormone/Mechanismen könnten jedoch eine Rolle bei der Hyperemesis spielen:
- HCG
- Progesteron
- Östrogen
- Schilddrüsenhormon
- Leptin
- Nebennierenrindeninsuffizienz
- Wachstumshormon und Prolactin
- Veränderungen im Immunsystem
- Veränderungen im Gastrointestinaltrakt
- Leberenzyme
- Mangelernährungen
- Psychologische Faktoren

Ein genetischer Aspekt des auch als Frühtoxikose bezeichneten übermäßigen Schwangerschaftserbrechens wird schon länger diskutiert (familiäre Häufung). März 2018 wurde eine Studie veröffentlicht, in der nachgewiesen wird, dass zwei Gene (GDF15 und IGFBP7) mit Hyperemesis gravidarum assoziiert sind. Sowohl GDF15 wie auch IGFBP7 spielen in der frühen Schwangerschaft eine wichtige Rolle (sie fördern die Einnistung, minimieren das Fehlgeburtsrisiko). Zudem werden sie mit Appetitregulation und Tumorkachexie in Verbindung gebracht, also einem Zustand, der phänomenologisch der Hyperemesis gravidarum ähnelt.

## Symptome und Diagnostik
Symptome sind starke, immerwährende Übelkeit und zahlreiches Erbrechen, besonders morgens, aber sehr oft auch verteilt über den ganzen Tag und nachts. Der Flüssigkeitsmangel führt zu einer Exsikkose (Austrocknung) mit einem Gewichtsverlust von mehr als 5 Prozent des Ausgangswertes vor der Schwangerschaft und einer trockenen Zunge sowie einer Kreislaufschwäche mit Tachykardie (schneller Puls) und Hypotonie (niedrigem Blutdruck). Elektrolytentgleisungen mit Hypochlorämie und Foetor ex ore (Acetongeruch) sowie Auftreten von Ketonkörpern und Zylindern im Harn und Protein-, Urobilinogen-, Porphyrinurie. Daneben tritt eine metabolische Alkalose auf.
In Ausnahmefällen kommt es zu einer Verschlechterung des Allgemeinzustandes, Fieber, Ikterus und zerebralen Erscheinungen (wie Benommenheit und Delirium). Als extreme Komplikationen kann es durch Verlust von Vitaminen, Beeinträchtigung des Stoffwechsels und Elektrolytentgleisungen bei Hyperemesis gravidarum auch zur Wernicke-Enzephalopathie, zentralen pontinen Myelinolyse, Vasospasmus der Zerebralarterien, Rhabdomyolyse, Koagulopathie oder peripherer Neuropathie kommen. Die Diagnose der Hyperemesis gravidarum wird durch das klinische Bild gestellt.

## Behandlung
Meistens reicht es aus, die Patientinnen stationär aufzunehmen und intravenös mit Flüssigkeit, Vitaminen und Elektrolyten zu versorgen, um die Symptome zu lindern und schwerwiegendere Komplikationen zu verhindern.
Reicht dies nicht aus, muss eine antiemetische Therapie gestartet werden. Historische Behandlungsversuche erfolgten etwa mit Cocain.
Ein heute verwendetes Medikament ist Ondansetron (etwa in Zofran), das ursprünglich für die Übelkeit der Krebspatienten während der Chemotherapie und Strahlentherapie entwickelt wurde. In einer Studie konnte ein erhöhtes Risiko bei Gabe von Ondansetron im ersten Trimenon der Schwangerschaft für das Auftreten von erhöhten Risiko für Lippen-Kiefer-Gaumenspalten beobachtet werden. Aus diesem Grund gab das Bundesinstitut  für Arzneimittel und Medizinprodukte eine Warnung gegen die Anwendung in dieser Situation heraus (Rote-Hand-Brief). Für Schwangere geeignete Arzneimittel sind z. B. Dimenhydrinat oder Doxylamin.  Weitere mögliche Maßnahmen sind Akupressur oder die Einnahme von Ingwer (in verschiedenen Zubereitungsformen).
Eine Psychotherapie ist nur dann angezeigt, wenn die Betroffene dies ausdrücklich wünscht als Behandlung der durch Hyperemesis ausgelösten psychischen Belastung.